# Pierre Louis Dumesnil

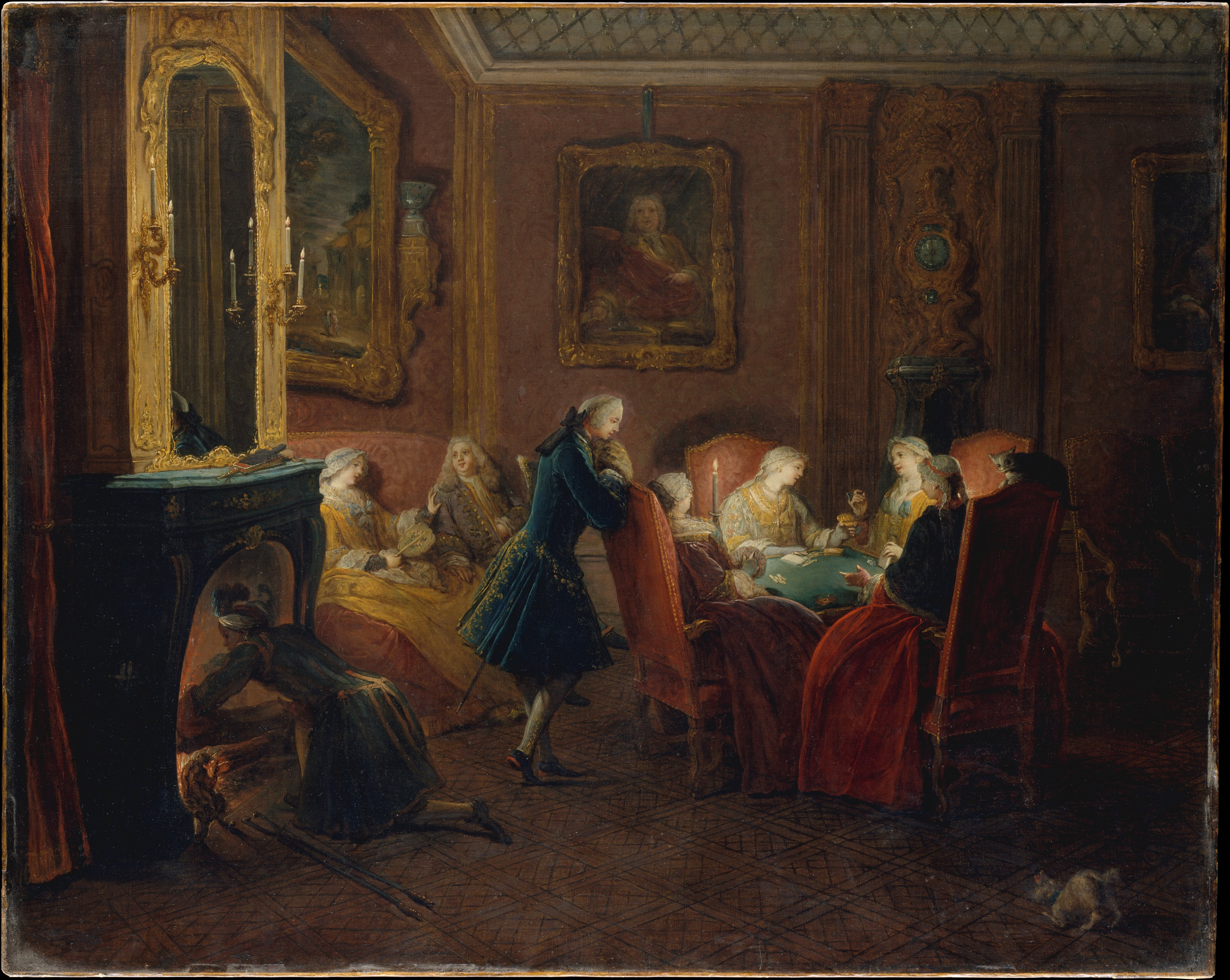
Los jugadores de cartas, óleo sobre lienzo, Nueva York, Metropolitan Museum of Art.

Pierre Louis Dumesnil el Joven (París, 1698-1781) fue un pintor y decorador francés especializado en la pintura de género. 

## Obras
- 1751 Jugadores de cartas en una estancia, este cuadro se exhibía en la academia francesa desde 1751 hasta 1774, en la actualidad se encuentra en el Museo Metropolitano de Nueva York.
- Conversación en el salón.
- 1741 San Carlos Borromeo, predicando a los pobres.
- El sacerdote del catecismo.
- El tratante.
- La expulsión de los mercaderes del templo.